# Henry Chandler Cowles

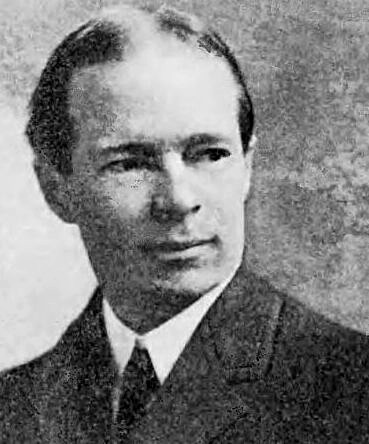
Henry Chandler Cowles

Henry Chandler Cowles (* 27. Februar 1869 in Kensington, Connecticut; † 12. September 1939 in Chicago, Illinois) war ein US-amerikanischer Botaniker und Vegetationskundler. Sein offizielles botanisches Autorenkürzel lautet „Cowles“.

## Leben
Cowles studierte bis 1893 am Oberlin College in Oberlin (Ohio) und war 1894 Instructor of natural science am Gates College in Waterloo (Iowa) und 1895 graduate fellow an der University of Chicago.
1896 wechselte er von der geologischen zur botanischen Abteilung, nachdem John Merle Coulter deren Leitung übernommen hatte. 1898 wurde er dort mit einer Arbeit über die Sanddünen am Michigansee zum PhD promoviert. 1925 wurde er Professor für Botanik und Leiter der botanischen Abteilung der Universität Chicago. Er wurde 1935 emeritiert.
Cowles war einer der ersten Forscher, die Ökosysteme als Ganzes studierten, wobei er insbesondere die geographische Aspekte in den Mittelpunkt seiner Untersuchungen stellte. In der Vegetationskunde befasste er sich vor allem mit syndynamischen Fragen. Er war einer der Gründer und erster Präsident der Ecological Society of America. Die ESA ist heute die weltweit größte ökologische Fachgesellschaft.
Seine Arbeitsrichtung führte Frederic Edward Clements fort, der für die Carnegie Institution im Winter im Meeresbiologischen Laboratorium in Santa Barbara (Kalifornien) und im Sommer im Alpinen Laboratorium Pikes Peak (Colorado) tätig war.
Cowles veröffentlichte 1929 zusammen mit John Ernest Weaver das erste amerikanische Ökologie-Lehrbuch, zudem war er Autor von Gebietsmonographien zur Vegetationskunde. Insbesondere seine Studien über die Sukzessionsvorgänge (Plant succession: an analysis of the development of Vegetation. Carnegie Institute of Washington, 1916) sowie zur Klimaxtheorie Nature and structure of the climax (J. of Ecology. 24, 1936, S. 252–284.) wurden weltweit bekannt.